# 鮑景賢
鮑景賢（1928—1975年5月30日），綽號「爛頭蟀」，越南華僑，旅居香港。足球運動員和教練，司職守門員。曾效力南華足球隊，並曾入選中華民國足球代表隊。

## 生平
1954年馬尼拉亞運代表中華民國贏得足球金牌。退役後曾任南華足球隊及保齡球場經理。1966年曼谷亞運及1968年亞洲盃足球賽時，擔任中華隊主教練。
1975年5月30日，鮑景賢因肝病在香港瑪麗醫院逝世。
1983年，鮑景賢的遺孀鮑鄭娜月曾綁架王德輝。